# Антиреволюционная партия
Антиреволюционная партия (нидерл. Anti-Revolutionaire Partij, ARP) — правоцентристская реформатская консервативная и христианско-демократическая партия в Нидерландах, существовавшая в 1879—1980 годах. Была основана на базе одноимённого движения Абрахамом Кёйпером, теологом и министром-неокальвинистом. С самого начала большую часть сторонников партии составляли приверженцы Реформатских церквей Нидерландов, а также в меньшей степени верующие Нидерландской реформатской церкви. Одна из ведущих партий страны, будучи союзником протестантского Христианско-исторического союза и Римскокатолической, позднее Католической народной партии, неоднократно участвовала в правящих коалициях. Являлась одним из предшественников партии Христианско-демократический призыв.
С 1883 года партия неизменно входила в четвёрку крупнейших партий страны по итогам парламентских выборов, 16 раз входила в правящие коалиции, непрерывно участвуя в правительствах с 1918 по 1945 и с 1952 по 1977 годы. Семь представителей Антиреволюционной партии 14 раз занимали пост главы нидерландского правительства.

## История
Антиреволюционная парламентская фракция существовала с 1840 года. Она представляла ортодоксальные тенденции в Голландской реформатской церкви и была реальной политической силой, которая выступала против либеральных тенденций в реформатской церкви и нидерландской политике.
Антиреволюционная партия была создана последователями Груна ван Принстерера, известного как ревностного защитника монархии и независимости церкви от государства. Своё название получила в знак отрицания идей Великой французской революции.
Ходатайство 1878 года о равной оплате за религиозные и государственные школы стало одним из катализаторов этого политического движения, вылившегося в формальное учреждение партии в 1879 году. Её возглавил консервативный протестантский богослов и политик Абрахам Кёйпер.
В 1879 году 13 (из 100) анти-революционеров были в палате представителей, хотя и не все они были членами ARP. В период 1879—1883 годов их количество медленно росло, достигнув максимума в 19 членов. После выборов 1884 года партия получила 21 место в парламенте. В 1886 году ARP завоевала своё первое место в Сенате.
В 1888 году Антиреволюционная партия выиграла выборы, получив 31,4 % голосов и 27 мест. Было сформировано правительство, в состав которого вошли представители Антиреволюционной и Католической партий.
После выборов 1891 года ARP потеряла 2 % своих голосов и 6 мест. Был сформирован либеральный кабинет.
В 1901 году ARP получила решительную победу. Она завоевала 27,4 % голосов и 23 места. Было сформировано правительство ARP и Католической партии во главе с Кёйпером.
Во время немецкой оккупации в ходе Второй мировой войны ARP наряду с другими партиями была запрещена в 1941 году. Некоторые члены партии участвовало в Движении сопротивления.
После Второй мировой войны ARP выступала против деколонизации Голландской Ост-Индии (сейчас независимая Индонезия).
В 1967 году начались переговоры по вопросу о создании блока между ARP, Христианско-историческим союзом и Католической народной партией. В 1974 году была основана федерация, которая называлась Христианско-демократический призыв. В 1980 году на базе федерации была создана единая политическая партия.
На момент прекращения своего существования ARP была членом Европейской народной партии.

## Идеология
ARP начинала свою деятельность как конфессиональной партия ортодоксальных протестантов-реформатов, которая основывала свою политику на Библии и резко выступала против идеалов Французской революции, в частности, против концепции народного суверенитета. Свободе антиреволюционеры предпочитали божественное провидение, равенству — иерархию, а братству — суверенитет в своём кругу. Их идеалы выражал девиз «Бог, Нидерланды и Оранский дом». На протяжении большей части своей истории ARP сохраняла консервативный протестантский имидж, но в 1960-х и 1970-х годах партия начала принимать более прогрессивный, «радикально-евангелический» имидж.
Концепция дифференцированной ответственности, популярная среди кальвинистов, была очень важна для партии. ARP хотела создать внутри нидерландского общества независимое протестантское сообщество со своими школами, газетами, больницами и так далее. Антиреволюционеры выступали за выступала равное финансирование религиозных школ наряду с государственными. Общества должны заботиться о себе, поэтому ARP выступала против большой роли государства в социально-экономической политике.
ARP полагала важной роль государства в защите ценностей нидерландского народа, занимая социально-консервативные позиции: антиреволюционеры были против смешанного образования, обязательной вакцинации, разводов, порнографии, эвтаназии, абортов и так далее. При этом они выступали за смертную казнь.
Партия была умеренно националистическая. Антиреволюционеры выступали за сильную армию для сохранения нейтралитета Нидерландов и против деколонизации, считая колонии в Индонезии жизненно важными для дальнейшего богатства и влияния голландского народа, декларируя также необходимость просветить коренное население христианскими ценностями.
ARP выступала за монархию и считала Дом Оранских исторически и религиозно связанным с нидерландским народом. Антиреволюционеры были против изменений в политической системе Нидерландов, хотела сохранить двухпалатность нидерландского парламента, выступала против референдумов и так далее. Её приверженность всеобщему избирательному праву была тактической, поскольку ARP рассчитывала таким образом сможет получить больше мест, в то время как антиреволюционеры в основном предпочли, чтобы глава семьи голосовал бы за всю семью.
Партия была консервативной в финансовом отношении, полагая, что правительство должно быть как хороший отец и не должно тратить больше, чем получает за счёт налогов.
В 1960-х и 1970-х годах партия стала более прогрессивной по многим вопросам. Социальная справедливость стала важной частью партийной идеологии, как на национальном уровне, где антиреволюционеры стали выступать за государство всеобщего благосостояния, так и на международном уровне, поддерживая помощь развитию стран третьего мира.

## Сторонники
В электорате Антиреволюционной партии произошли три решающих изменения, особенно в отношениях с Христианско-историческим союзом, другой протестантской партией. Хотя здесь указаны даты, изменения были постепенными.
- В период между 1879 и 1917 годами ARP обращалась к так называемым «маленьким людям» (нидерл. kleine luyden), среднему классу, фермерам и рабочим, позиционируя себя как конфессиональная партия, выступавшая за всеобщее избирательное право.
- С 1917 по 1967 год ARP в основном ориентировалась на паству Реформатских церквей Нидерландов.
- В последние годы своей истории (1967—1977), во времена секуляризации и депилляризации, партия смогла обратиться к молодому поколению как более прогрессивная конфессиональная партия.

В 1946 году партия насчитывала 86 500 членов. К 1950 году её численность достигла пика (102 737 человек) и до середины 1960-х колебалась на уровне 95—100 тысяч членов, после чего начала постепенно сокращаться. В 1980 году, в год ликвидации партии, в ней состояло 54 500 человек.

## Лидеры
- 3 апреля 1879 — 31 марта 1920 — Абрахам Кёйпер (1837—1920), теолог, проповедник, государственный деятель и журналист, член Первой и Второй палат, министр, председатель партии (1879—1905, 1907—1920), парламентский лидер партии (1894, 1896—1901, 1908—1912), Председатель Совета Министров (1901—1905).
- 31 марта 1920 — 18 сентября 1944 — Хендрик Колейн (1869—1944), военный, бизнесмен и государственный деятель, член Первой и Второй палат, министр, председатель партии (1920—1933, 1939—1944), парламентский лидер партии в Первой (1922—1923, 1929—1933) и Второй палатах (1926—1929, 1939—1944), Председатель Совета Министров (1925—1926, 1933—1939).
- 18 сентября 1944 — 5 мая 1945 — должность вакантна[11].
- 5 мая 1945 — 23 апреля 1956 — Ян Схаутен[нидерл.] (1883–1963), шкипер, флорист, книготорговец и бухгалтер, член городского совета Роттердама и Провинциальных штатов Южной Голландии, член Второй палаты, парламентский лидер партии (1933—1956), председатель партии (1933—1939, 1945—1955), член Государственного совета.
- 23 апреля 1956 — 3 октября 1956 — Елле Зейлстра (1918–2001), экономист, доктор наук и профессором экономики, член Второй палаты, парламентский лидер партии (1956), министр.
- 3 октября 1956 — 29 декабря 1958 — Сиуверт Брюинс Слот[нидерл.] (1906–1972), доктор права, адвокат, первый главный редактор газеты Trouw (1945—1971), член Второй палаты, парламентский лидер партии (1956—1963).
- 29 декабря 1958 — 26 мая 1959 — Елле Зейлстра, член Первой палаты, министр, премьер-министр (1966—1967), президент De Nederlandsche Bank (1967—1982), президент и председатель совета директоров Банка международных расчётов (1967—1981).
- 26 мая 1959 — 1 июля 1963 — Сиуверт Брюинс Слот[нидерл.], член Второй палаты, парламентский лидер партии (1956—1963).
- 1 июля 1963 — 7 марта 1973 — Баренд Бисхёвел[нидерл.] (1920–2001), доктор права, госслужащий, общественный деятель, член Второй палаты и Ассамблеи Европейских сообществ, министр, парламентский лидер партии (1967—1971, 1972—1973), премьер-министр (1971—1973).
- 7 марта 1973 — 25 мая 1977 — Виллем Антьес[нидерл.] (1923–2015), юрист, профсоюзный деятель, член Второй палаты, парламентский лидер партии (1971—1971, 1973—1977).
- 25 мая 1977 — 27 сентября 1980 — должность вакантна[12].

## Участие в выборах
В нижеприведённых таблицах показаны результаты Антиреволюционной партии на выборах в Первую и Вторую палаты Генеральных штатов с 1848 года по 1972 год.
| \| Год \| Лидер \| Голоса \| % \| Место \| Мандаты \| +/– \| Правительство \| \| --------- \| ------------------------ \| ------- \| ----- \| ----- \| --------- \| ----- \| ------------- \| \| 1848 \| Грун ван Принстерер \| н/д \| н/д \| 7-е \| 1 из 68 \| Новая \| В оппозиции \| \| 1850 \| Грун ван Принстерер \| н/д \| н/д \| 7-е \| 3 из 68 \| ▲2 \| В оппозиции \| \| 1852 \| Грун ван Принстерер \| н/д \| н/д \| 7-е \| 2 из 68 \| ▬ \| В оппозиции \| \| 1853 \| Грун ван Принстерер \| н/д \| н/д \| 4-е \| 7 из 68 \| ▲4 \| В оппозиции \| \| 1854 \| Грун ван Принстерер \| н/д \| н/д \| 4-е \| 4 из 68 \| ▼3 \| В оппозиции \| \| 1856 \| Грун ван Принстерер \| н/д \| н/д \| 4-е \| 5 из 68 \| ▲1 \| Коалиция \| \| 1858 \| Грун ван Принстерер \| н/д \| н/д \| 4-е \| 5 из 68 \| ▬ \| В оппозиции \| \| 1860 \| Грун ван Принстерер \| н/д \| н/д \| 4-е \| 4 из 72 \| ▼1 \| Поддержка \| \| 1862 \| Грун ван Принстерер \| н/д \| н/д \| 4-е \| 4 из 72 \| ▬ \| В оппозиции \| \| 1864 \| Грун ван Принстерер \| н/д \| н/д \| 5-е \| 3 из 75 \| ▼1 \| В оппозиции \| \| Июнь 1866 \| Грун ван Принстерер \| н/д \| н/д \| 5-е \| 3 из 75 \| ▬ \| В оппозиции \| \| Окт. 1866 \| Грун ван Принстерер \| н/д \| н/д \| 6-е \| 4 из 75 \| ▲1 \| В оппозиции \| \| 1868 \| Грун ван Принстерер \| н/д \| н/д \| 5-е \| 3 из 75 \| ▼1 \| В оппозиции \| \| 1869 \| Грун ван Принстерер \| н/д \| н/д \| 5-е \| 4 из 80 \| ▲1 \| В оппозиции \| \| 1871 \| Грун ван Принстерер \| н/д \| н/д \| 5-е \| 3 из 80 \| ▼1 \| В оппозиции \| \| 1873 \| Грун ван Принстерер \| н/д \| н/д \| 5-е \| 6 из 80 \| ▲3 \| В оппозиции \| \| 1883 \| Абрахам Кёйпер \| н/д \| н/д \| 2-е \| 19 из 86 \| н/д \| В оппозиции \| \| 1884 \| Абрахам Кёйпер \| н/д \| н/д \| 2-е \| 23 из 86 \| ▲4 \| В оппозиции \| \| 1886 \| Абрахам Кёйпер \| н/д \| н/д \| 2-е \| 19 из 86 \| ▼4 \| В оппозиции \| \| 1887 \| Абрахам Кёйпер \| н/д \| н/д \| 2-е \| 20 из 86 \| ▲1 \| В оппозиции \| \| 1888 \| Абрахам Кёйпер \| н/д \| н/д \| 2-е \| 27 из 100 \| ▲7 \| Коалиция \| \| 1891 \| Абрахам Кёйпер \| н/д \| н/д \| 2-е \| 20 из 100 \| ▼7 \| В оппозиции \| \| 1894 \| Абрахам Кёйпер \| н/д \| н/д \| 4-е \| 7 из 100 \| ▼13 \| В оппозиции \| \| 1897 \| Абрахам Кёйпер \| н/д \| н/д \| 3-е \| 16 из 100 \| ▲9 \| В оппозиции \| \| 1901 \| Абрахам Кёйпер \| н/д \| н/д \| 2-е \| 23 из 100 \| ▲7 \| Коалиция \| \| 1905 \| Абрахам Кёйпер \| н/д \| н/д \| 3-е \| 15 из 100 \| ▼8 \| В оппозиции \| \| 1909 \| Абрахам Кёйпер \| н/д \| н/д \| 2-е \| 23 из 100 \| ▲8 \| Коалиция \| \| 1913 \| Абрахам Кёйпер \| н/д \| н/д \| 4-е \| 11 из 100 \| ▼12 \| В оппозиции \| \| 1917 \| Абрахам Кёйпер \| н/д \| н/д \| 4-е \| 11 из 100 \| ▬ \| В оппозиции \| \| 1918 \| Абрахам Кёйпер \| 180 187 \| 13,43 \| 2-е \| 13 из 100 \| ▲2 \| Коалиция \| \| 1922 \| Хендрик Колейн \| 402 277 \| 13,73 \| 3-е \| 16 из 100 \| ▲3 \| Коалиция \| \| 1925 \| Хендрик Колейн \| 377 426 \| 12,23 \| 3-е \| 13 из 100 \| ▼3 \| Коалиция \| \| 1929 \| Хендрик Колейн \| 371 698 \| 11,72 \| 2-е \| 12 из 100 \| ▼1 \| Коалиция \| \| 1933 \| Хендрик Колейн \| 499 892 \| 13,45 \| 3-е \| 14 из 100 \| ▲2 \| Коалиция \| \| 1937 \| Хендрик Колейн \| 665 501 \| 16,40 \| 3-е \| 17 из 100 \| ▲3 \| Коалиция \| \| 1946 \| Ян Схаутен[нидерл.] \| 614 201 \| 12,90 \| 3-е \| 13 из 100 \| ▼4 \| В оппозиции \| \| 1948 \| Ян Схаутен[нидерл.] \| 651 612 \| 13,21 \| 3-е \| 13 из 100 \| ▬ \| В оппозиции \| \| 1952 \| Ян Схаутен[нидерл.] \| 603 329 \| 11,31 \| 3-е \| 12 из 100 \| ▼1 \| Коалиция \| \| 1956 \| Елле Зейлстра \| 567 535 \| 9,91 \| 3-е \| 10 из 150 \| ▼2 \| Коалиция \| \| 1959 \| Елле Зейлстра \| 563 091 \| 9,39 \| 4-е \| 14 из 150 \| ▲4 \| Коалиция \| \| 1963 \| Баренд Бисхёвел[нидерл.] \| 545 718 \| 8,72 \| 4-е \| 13 из 150 \| ▼1 \| Коалиция \| \| 1967 \| Баренд Бисхёвел[нидерл.] \| 681 060 \| 9,90 \| 4-е \| 15 из 150 \| ▲2 \| Коалиция \| \| 1971 \| Баренд Бисхёвел[нидерл.] \| 542 742 \| 8,59 \| 4-е \| 13 из 150 \| ▼2 \| Коалиция \| \| 1972 \| Баренд Бисхёвел[нидерл.] \| 653 609 \| 8,84 \| 4-е \| 14 из 150 \| ▲1 \| Коалиция \| | Первая палата       |         |       |       |           |       |               |
| Год | Лидер               | Голоса  | %     | Место | Мандаты   | +/–   | Правительство |
| 1848 | Грун ван Принстерер | н/д     | н/д   | 7-е   | 1 из 68   | Новая | В оппозиции   |
| 1850 | Грун ван Принстерер | н/д     | н/д   | 7-е   | 3 из 68   | ▲2    | В оппозиции   |
| 1852 | Грун ван Принстерер | н/д     | н/д   | 7-е   | 2 из 68   | ▬     | В оппозиции   |
| 1853 | Грун ван Принстерер | н/д     | н/д   | 4-е   | 7 из 68   | ▲4    | В оппозиции   |
| 1854 | Грун ван Принстерер | н/д     | н/д   | 4-е   | 4 из 68   | ▼3    | В оппозиции   |
| 1856 | Грун ван Принстерер | н/д     | н/д   | 4-е   | 5 из 68   | ▲1    | Коалиция      |
| 1858 | Грун ван Принстерер | н/д     | н/д   | 4-е   | 5 из 68   | ▬     | В оппозиции   |
| 1860 | Грун ван Принстерер | н/д     | н/д   | 4-е   | 4 из 72   | ▼1    | Поддержка     |
| 1862 | Грун ван Принстерер | н/д     | н/д   | 4-е   | 4 из 72   | ▬     | В оппозиции   |
| 1864 | Грун ван Принстерер | н/д     | н/д   | 5-е   | 3 из 75   | ▼1    | В оппозиции   |
| Июнь 1866 | Грун ван Принстерер | н/д     | н/д   | 5-е   | 3 из 75   | ▬     | В оппозиции   |
| Окт. 1866 | Грун ван Принстерер | н/д     | н/д   | 6-е   | 4 из 75   | ▲1    | В оппозиции   |
| 1868 | Грун ван Принстерер | н/д     | н/д   | 5-е   | 3 из 75   | ▼1    | В оппозиции   |
| 1869 | Грун ван Принстерер | н/д     | н/д   | 5-е   | 4 из 80   | ▲1    | В оппозиции   |
| 1871 | Грун ван Принстерер | н/д     | н/д   | 5-е   | 3 из 80   | ▼1    | В оппозиции   |
| 1873 | Грун ван Принстерер | н/д     | н/д   | 5-е   | 6 из 80   | ▲3    | В оппозиции   |
| 1883 | Абрахам Кёйпер      | н/д     | н/д   | 2-е   | 19 из 86  | н/д   | В оппозиции   |
| 1884 | Абрахам Кёйпер      | н/д     | н/д   | 2-е   | 23 из 86  | ▲4    | В оппозиции   |
| 1886 | Абрахам Кёйпер      | н/д     | н/д   | 2-е   | 19 из 86  | ▼4    | В оппозиции   |
| 1887 | Абрахам Кёйпер      | н/д     | н/д   | 2-е   | 20 из 86  | ▲1    | В оппозиции   |
| 1888 | Абрахам Кёйпер      | н/д     | н/д   | 2-е   | 27 из 100 | ▲7    | Коалиция      |
| 1891 | Абрахам Кёйпер      | н/д     | н/д   | 2-е   | 20 из 100 | ▼7    | В оппозиции   |
| 1894 | Абрахам Кёйпер      | н/д     | н/д   | 4-е   | 7 из 100  | ▼13   | В оппозиции   |
| 1897 | Абрахам Кёйпер      | н/д     | н/д   | 3-е   | 16 из 100 | ▲9    | В оппозиции   |
| 1901 | Абрахам Кёйпер      | н/д     | н/д   | 2-е   | 23 из 100 | ▲7    | Коалиция      |
| 1905 | Абрахам Кёйпер      | н/д     | н/д   | 3-е   | 15 из 100 | ▼8    | В оппозиции   |
| 1909 | Абрахам Кёйпер      | н/д     | н/д   | 2-е   | 23 из 100 | ▲8    | Коалиция      |
| 1913 | Абрахам Кёйпер      | н/д     | н/д   | 4-е   | 11 из 100 | ▼12   | В оппозиции   |
| 1917 | Абрахам Кёйпер      | н/д     | н/д   | 4-е   | 11 из 100 | ▬     | В оппозиции   |
| 1918 | Абрахам Кёйпер      | 180 187 | 13,43 | 2-е   | 13 из 100 | ▲2    | Коалиция      |
| 1922 | Хендрик Колейн      | 402 277 | 13,73 | 3-е   | 16 из 100 | ▲3    | Коалиция      |
| 1925 | Хендрик Колейн      | 377 426 | 12,23 | 3-е   | 13 из 100 | ▼3    | Коалиция      |
| 1929 | Хендрик Колейн      | 371 698 | 11,72 | 2-е   | 12 из 100 | ▼1    | Коалиция      |
| 1933 | Хендрик Колейн      | 499 892 | 13,45 | 3-е   | 14 из 100 | ▲2    | Коалиция      |
| 1937 | Хендрик Колейн      | 665 501 | 16,40 | 3-е   | 17 из 100 | ▲3    | Коалиция      |
| 1946 | Ян Схаутен          | 614 201 | 12,90 | 3-е   | 13 из 100 | ▼4    | В оппозиции   |
| 1948 | Ян Схаутен          | 651 612 | 13,21 | 3-е   | 13 из 100 | ▬     | В оппозиции   |
| 1952 | Ян Схаутен          | 603 329 | 11,31 | 3-е   | 12 из 100 | ▼1    | Коалиция      |
| 1956 | Елле Зейлстра       | 567 535 | 9,91  | 3-е   | 10 из 150 | ▼2    | Коалиция      |
| 1959 | Елле Зейлстра       | 563 091 | 9,39  | 4-е   | 14 из 150 | ▲4    | Коалиция      |
| 1963 | Баренд Бисхёвел     | 545 718 | 8,72  | 4-е   | 13 из 150 | ▼1    | Коалиция      |
| 1967 | Баренд Бисхёвел     | 681 060 | 9,90  | 4-е   | 15 из 150 | ▲2    | Коалиция      |
| 1971 | Баренд Бисхёвел     | 542 742 | 8,59  | 4-е   | 13 из 150 | ▼2    | Коалиция      |
| 1972 | Баренд Бисхёвел     | 653 609 | 8,84  | 4-е   | 14 из 150 | ▲1    | Коалиция      |